# Problepsis kardakoffi
Problepsis kardakoffi là một loài bướm đêm trong họ Geometridae.